# Nipponobuprestis
Nipponobuprestis es un género de escarabajos de la familia Buprestidae.

## Especies
- Nipponobuprestis amabilis (Snellen von Vollenhoven, 1864)
- Nipponobuprestis bilyi Peng, 1995
- Nipponobuprestis orientalis Peng, 1995
- Nipponobuprestis guangxiensis Peng, 1995
- Nipponobuprestis querceti (Saunders, 1873)
- Nipponobuprestis rubrocinctus Peng, 1995